# 랍
랍(라오어: ລາບ; 태국어: ลาบ)은 라오스의 샐러드이다. 고기나 생선을 익혀 채소와 같이 버무려 내는 음식이며,, 다른 고기 요리와 달리 뜨겁게 내지 않는다. 라오스 외에도 라오족이 많은 태국의 이산 지역에서도 흔히 먹으며, 몽족 사람들도 즐겨 먹는 음식이다. 라오스의 국민 음식 가운데 하나로 여겨진다.

## 만들기
닭고기, 쇠고기, 오리고기, 생선, 돼지고기 또는 버섯 등으로 만들 수 있다. 고기는 익힌 것일 수도 있고 날것일 수도 있다. 얇게 저민 고기나 생선을 여러 가지 허브와 섞어서 내며, 간은 남 빠와 빠 댁 등 어장, 라임 즙, 및 여러 가지 향신료로 한다. 흔히 채소나 찹쌀밥을 곁들여 먹는다. "쿠어 카우"라 불리는 볶은 쌀가루를 넣어 고소한 맛을 내는 것이 특징이다.

## 종류
- 랍 빠: 생선 랍

## 같이 보기
- 꼬이
- 태국 샐러드